# Балковцы
Ба́лковцы (укр. Балківці) — село в Мамалыговской сельской общине Днестровского района Черновицкой области Украины.
Население по переписи 2001 года составляло 1577 человек. Почтовый индекс — 60360. Телефонный код — 3733. Код КОАТУУ — 7323080401.

## История
В составе Румынии и Российской империи село называлось Верхние Балковцы (Bălcăuți de sus). В 1946 г. Указом ПВС УССР село Балкоуцы переименовано в Балковцы.
До 2020 года входило в Новоселицкий район.